# Баировский заказник
Баировский заказник — государственный природный комплексный заказник регионального значения на территории Колосовского, Саргатского и Тюкалинского районов Омской области.
Основан 17 января 1959 года распоряжением Совета министров РСФСР. Вплоть до 29 января 2015 имел статус государственного природного заказника федерального значения, пока не был переведён в категорию заказников регионального значения решением Правительства РФ.
Ландшафт представляет собой лесостепь и включает озёрные природные комплексы. Среди видов, охраняемых на территории заказника, отмечают лося, косулю, кабана, лисицу, куницу, ондатру, зайца, колонока, хоря, горностая, ласки и прочих. В заказнике гнездится белохвостый орлан, занесённый в Красную книгу РФ.